# بيل أبينجتون
بيل أبينجتون (بالإنجليزية: Bill Abington)‏ هو سياسي أمريكي، ولد في 6 سبتمبر 1921، وتوفي في 4 يناير 2014. حزبياً، نشط في الحزب الديمقراطي. وقد انتخب عضو مجلس نواب تكساس.